# Kuzicus suzukii
Kuzicus suzukii is een rechtvleugelig insect uit de familie sabelsprinkhanen (Tettigoniidae). De wetenschappelijke naam van deze soort is voor het eerst geldig gepubliceerd in 1908 door Matsumura & Shiraki.